# Kyung Soo-jin
Kyung Soo-jin (경수진?, Gyeong Su-jinLR, Kyŏng SujinMR; Siheung, 5 dicembre 1987) è un'attrice sudcoreana.
Dopo ruoli secondari in Jeokdo-ui namja (2012), Geu gyeo-ul, baram-i bunda e Sang-eo (2013), ha interpretato per la prima volta la protagonista nella soap opera mattutina Eunhui tra il 2013 e il 2014, ricevendo un KBS Drama Award alla miglior attrice emergente.

## Filmografia

### Cinema
- Namja sa-yongseolmyeongseo (남자사용설명서?), regia di Lee Won-suk (2013)
- Holly (홀리?), regia di Park Byung-hwan (2013)
- Sonyeogoedam (소녀괴담?), regia di Oh In-cheon (2014) – cameo
- Museo-un i-yagi 3: Hwaseong-eseo on sonyeo (무서운 이야기 3: 화성에서 온 소녀?), regia di Baek Seung-bin (2016)
- Imgeumnim-ui sageonsucheop (임금님의 사건수첩?), regia di Moon Hyun-sung (2017)
- Sarajin bam (사라진 밤?), regia di Lee Chang-hee (2018) – cameo
- Chulguk (출국?), regia di No Gyu-yeob (2018)

### Televisione
- Sin gisaeng dyeon (신기생뎐?) – serie TV (2011)
- Jeokdo-ui namja (적도의 남자?) – serie TV (2012)
- Still sajin (스틸사진?) – film TV (2012)
- Ma-ui (마의?) – serie TV (2012) – cameo
- Monnan-i songpyeon (못난이 송편?) – miniserie TV (2012)
- Geu gyeo-ul, baram-i bunda (그 겨울, 바람이 분다?) – serie TV (2013)
- Sang-eo (상어?) – serie TV (2013)
- Eunhui (은희?) – serial TV (2013-2014)
- Milhoe (밀회?) – serie TV (2014)
- Ahopsu sonyeon (아홉수 소년?) – serie TV (2014)
- Parangsae-ui jip (파랑새의 집?) – serie TV (2015)
- Na-ui fantastic-han jangnyesik (나의 판타스틱한 장례식?) – miniserie TV (2015)
- Entourage (안투라지?) – serie TV, episodio 10 (2016)
- Yeokdo-yojeong Kim Bok-ju (역도요정 김복주?) – serie TV (2016-2017)
- Meloholic (멜로홀릭?) – serie TV (2017)
- Untouchable (언터처블?) – serie TV (2017-2018) – cameo
- Gaegatda geojigatda areumdapda (개같다 거지같다 아름답다?) – serie TV (2019)
- Joseonsaengjon-gi (조선생존기?) – serie TV (2019)
- Train (트레인?) – serie TV (2020)
- Hush (허쉬?) – serie TV, episodi 1-2 (2020-2021)
- Mouse (마우스?) – serie TV (2021)
- Il crimine non va in pensione (형사록?) – serie TV (2022-2023)